# Tose
Tose Co., Ltd. (яп. 株式会社トーセ Кабусикигайся То:сэ) (TYO: 4728) — компания, разрабатывающая компьютерные игры, главный офис которой располагается в городе Киото (Япония). Tose наиболее известна созданием серии Game & Watch Gallery series для игровой приставки Nintendo, а также других игр для этой платформы. С момента основания компании в 1979 году Tose разработала или приняла участие в разработке более 1000 игр, но практически никогда не упоминается в самих играх (исключение составляют Scarlet Nexus, Game & Watch Gallery 4 и серия The Legendary Starfy, поскольку Tose делит авторские права с Nintendo). Tose придерживается политики отсутствия творческого вклада в свою работу, доходя до того, что отказывается указывать имена сотрудников в титрах большинства игр, над которыми они работают. В связи с этим у Tose сложилась репутация «разработчика-призрака».

## Выпущенные игры
- Bases Loaded — (26 июня 1987, Nintendo Entertainment System)
- Bases Loaded II: Second Season — (8 октября 1988, Nintendo Entertainment System)
- Akuma-kun: Makai no Wana — (24 февраля 1990, Nintendo Entertainment System)
- Racket Attack — (сентябрь 1991, Nintendo Entertainment System)
- Bases Loaded 3 — (сентябрь 1991, Nintendo Entertainment System)
- Game & Watch Gallery 2 — (ноябрь 1998, Game Boy Color)[4]
- Dragon Warrior Monsters — (25 сентября, 1998, Game Boy Color)[4]
- Thousand Arms — (17 декабря 1998, PlayStation)[5]
- Game & Watch Gallery 3 — (8 апреля 1999, Game Boy Color)[4]
- Metal Gear: Ghost Babel — (27 апреля 2000, Game Boy Color)[4]
- Densetsu no Starfy — (6 сентября 2002, Game Boy Advance)[4]
- Game & Watch Gallery 4 — (25 октября 2002, Game Boy Advance)[4]
- Shrek: Hassle at the Castle — (10 октября 2002, Game Boy Advance)
- The King of Route 66 — (разработано совместно с Sega-AM2 18 марта 2003, PlayStation 2)[4]
- Densetsu no Starfy 2 — (5 сентября 2003, Game Boy Advance)[4]
- Densetsu no Starfy 3 — (5 августа 2004, Game Boy Advance)[4]
- The Nightmare Before Christmas: Oogie's Revenge — (21 октября 2004, PlayStation 2, Xbox)[4]
- The Nightmare Before Christmas: The Pumpkin King — (8 сентября 2005, Game Boy Advance)[4]
- Super Princess Peach — (20 октября 2005, Nintendo DS)[4]
- Dragon Quest Heroes: Rocket Slime — (1 декабря 2005, Nintendo DS)[4]
- Sega Casino — (15 ноября 2005, Nintendo DS)
- Densetsu no Starfy 4 — (13 апреля 2006, Nintendo DS)[4]
- Avatar: The Last Airbender — (10 октября 2006, Nintendo DS)[4]
- Dragon Quest Monsters: Joker — (28 декабря 2006, Nintendo DS)[4]
- Densetsu no Stafy Taiketsu! — (июль 2008, Nintendo DS)[4]
- Crash: Mind over Mutant — (октябрь 2008, Nintendo DS)
- WWE SmackDown vs. Raw 2009 — (осень 2008, Nintendo DS)
- Dead Rising: Chop Till You Drop — (март 2009, Nintendo Wii)
- WWE SmackDown vs. Raw 2010 — (осень 2009, Nintendo DS)

### Игры, портированные TOSE
Компания TOSE портировала некоторые игры, включая релизы Square Co. и Square Enix для NES и SNES.
- Chrono Trigger (PlayStation, Nintendo DS)[6]
- Crystal Defenders (Xbox 360)[7]
- Final Fantasy Origins и Final Fantasy I & II: Dawn of Souls (портированные версии Final Fantasy I & II для PlayStation and Game Boy Advance соответственно)[4]
- Final Fantasy IV (PlayStation, Game Boy Advance)[4]
- Final Fantasy V (PlayStation, Game Boy Advance)[4]
- Final Fantasy VI (PlayStation, Game Boy Advance)[4]
- Valkyrie Profile: Lenneth (PlayStation Portable)[4]

### Sports Collection
27 сентября 1996 года TOSE выпустила сборник ''Sports Collection'' для Game Boy, состоящий из ранее выпущенных этой компанией для портативной приставки:
- Seaside Volley (1989)
- Boxing (1990)
- Roadster (1990)
- Soccer (1991)
- Dodge Boy (1991)